# O. J. Childs Company
O. J. Childs Company war ein US-amerikanisches Unternehmen. Es stellte Geräte für Feuerwehren inklusive Feuerwehrfahrzeugen her.

## Unternehmensgeschichte
Orlando Justus Childs gründete 1896 das Unternehmen. Der Sitz war in Utica im Bundesstaat New York. Vorher gab es schon die Utica Fire Extinguisher Company. Die Produktion von Feuerlöschern begann. 1918 kamen Feuerwehrfahrzeuge dazu.
1923 kam es zur Fusion mit der Foamite Firefoam Company zur Foamite-Childs Corporation.

## Produkte
Zunächst entstanden Handfeuerlöschgeräte. Später kamen handgezogene Fahrzeuge mit Löschvorrichtungen dazu.
Die Feuerwehrfahrzeuge basierten auf Fahrgestellen anderer Hersteller. Explizit genannt werden Ford, Federal Motor Truck Company und Reo Motor Car Company.